# Еріх Кайзер
Еріх Кайзер (нім. Erich Kaiser; 10 липня 1910, Шопфгайм, Німецька імперія — 26 серпня 1942, Гомель, БРСР) — німецький офіцер, гауптман (капітан) вермахту. Кавалер Лицарського хреста Залізного хреста.

## Нагороди
- Залізний хрест 2-го і 1-го класу
- Німецький хрест в золоті (14 січня 1942) - як обер-лейтенант 6-ї роти 39-го танкового полку.
- Лицарський хрест Залізного хреста (26 лютого 1942) - як обер-лейтенант і командир 6-ї роти 39-го танкового полку.
- Сертифікат Пошани Головнокомандувача Сухопутних військ Вермахту (№765; 1 березня 1942) — як обер-лейтенант і командир 6-ї роти 39-го танкового полку.
- Почесна застібка на орденську стрічку для Сухопутних військ (14 серпня 1942) — як гауптман 2-го батальйону 39-го танкового батальйону.